# かちかちLIVE
『かちかちLIVE』（ - ライブ）は、サガテレビで2024年4月1日から放送されている夕方ワイド番組である。

## 概要
『カチカチてれび』『かちかちワイド』『かちかちPress』と続いてきた夕方ワイドシリーズの後継番組。『Press』より放送枠を1時間繰り上げ・拡大した。『Press』と同様、全国ニュースとローカルニュースを内包している。
番組コンセプトは『今の“知りたい”を発信!』で、「その日、その週、そのシーズンに視聴者が知りたい情報をお届けする」としている。

## 放送時間
| 期間      | 期間      | 放送時間（JST）        |
| --------- | --------- | ---------------------- |
| 2024.4.1  | 2025.3.31 | 15:15 - 19:00（225分） |
| 2025.4.1  | 2025.6.27 | 15:42 - 19:00（198分） |
| 2025.6.30 | 現在      | 16:50 - 19:00（130分） |

## 出演者
特記なき限り出典: ○はサガテレビアナウンサー。
| 月曜日                    | 火曜日                                                            | 水曜日                                                              | 木曜日                                             | 金曜日                                                        |
| MC                        | MC                                                                | MC                                                                  | MC                                                 | MC                                                            |
| ------------------------- | ----------------------------------------------------------------- | ------------------------------------------------------------------- | -------------------------------------------------- | ------------------------------------------------------------- |
| 平川邦明○                 |                                                                   |                                                                     |                                                    |                                                               |
| キャスター                |                                                                   |                                                                     |                                                    |                                                               |
| 鶴丸英樹○                 | 鶴丸英樹○                                                         | 原竹凌太朗○                                                         | 原竹凌太朗○                                        | 原竹凌太朗○                                                   |
| 戸川真夢○                 | 戸川真夢○                                                         | 森井麻衣◯                                                           | 森井麻衣◯                                          | 森井麻衣◯                                                     |
| 天気コーナー              |                                                                   |                                                                     |                                                    |                                                               |
| おほしんたろう            |                                                                   |                                                                     |                                                    |                                                               |
| リポーター                |                                                                   |                                                                     |                                                    |                                                               |
| メガモッツ 安藤葵咲◯      |                                                                   |                                                                     |                                                    |                                                               |
| 福岡亜里紗 鈴木悠斗○      | 植村友紀 鈴木悠斗○                                                | 中島つぐまさ あらた（むなかったん）                                 | メタルラック                                       | 石本愛 小田井涼平 原竹凌太朗○                                 |
| コメンテーター            |                                                                   |                                                                     |                                                    |                                                               |
| 高橋義希（サガン鳥栖SRO） | 本間悠（ブックアドバイザー） 富田絋次（鍋島報效会理事・事務局長） | 音成亜美（旅館あけぼの代表） 重松恵梨子（元シアター・シエマ支配人） | 岩本初恵（唐津観光大使・みやき町女性活躍推進大使） | 水町亮介（佐賀バルーナーズ） 石井優希（SAGA久光スプリングス） |

## 過去の出演者
○はサガテレビアナウンサー。
過去のMC・ニュースキャスター
| 期間     | 期間 | MC        | MC          | ニュースキャスター | ニュースキャスター | ニュースキャスター | ニュースキャスター | お天気キャスター | お天気キャスター |
| 期間     | 期間 | 男性      | 女性        | 男性               | 男性               | 女性               | 女性               | お天気キャスター | お天気キャスター |
| 期間     | 期間 | 男性      | 女性        | 月曜・火曜         | 水曜 - 金曜        | 月曜 - 水曜        | 木曜・金曜         | 月曜・水曜・金曜 | 火曜・木曜       |
| -------- | ---- | --------- | ----------- | ------------------ | ------------------ | ------------------ | ------------------ | ---------------- | ---------------- |
| 2024.4.1 | 現在 | 平川邦明○ | 花田百合奈○ | 鶴丸英樹○          | 川野優也○          | 橋爪和泉○          | 森麻衣子           | おほしんたろう   | 花田百合奈○      |

## 主なコーナー
月曜 - 金曜。
- 佐賀のニュース
  - 17:17・18:09に放送。
- 全国のニュース（『Live News イット!』）
  - 15:45・17:48・18:48:30に放送。
- お天気情報
  - 月曜・水曜・金曜はおほしんたろうが、火曜・木曜は花田百合奈が佐賀駅前交流広場から中継で担当。
- メガモッツのわらしべ長者の旅
  - 昔話「わらしべ長者」の現代版！物々交換のぶらり旅。あなたの街にもメガモッツが行く！！
- 2分間のチルタイム パン＆スイーツ
  - ウェブマガジン「EDITORS SAGA」がお薦めするパンとスイーツを毎日紹介。EDITORS SAGAコラボ企画。
- てれび宣伝隊
- ちょっと知っトク

月曜
- さがのなうをさがしてみた
  - リポーターは福岡亜里紗。佐賀の最新のトレンド情報を伝える
- かちスポMONDAY
  - 鈴木悠斗が担当。佐賀のスポーツ情報。

火曜
- 青春！アクティ部
  - リポーターはあらた（むなかったん）。学生たちの取り組みや部活動などを紹介し、その魅力や情熱を伝える中継コーナー。
- イチ押しグルメ
  - リポーターは植村友紀。「私のいち推し！」情報をもとに人気のお店、知る人ぞ知るお店、ニューオープンのお店などを取材するグルメコーナー。

水曜
- 勝手に大検証
  - あらた（とらんじっと）が「小1時間で挑戦」「1位を当てるまでロケ」などで勝手に検証する。
- つぐまさがGO!
  - 中島つぐまさが「人」をテーマに取材する。
- 知ってる?カーボンニュートラル（最終週）

木曜
- 小田井涼平とそいよかね!ツアーズ
  - 小田井涼平が知る人ぞ知るスポットを巡る。※第1,3,5週
- こちら かちかち生産課
  - 佐賀の「生産者」に会いに行き、その魅力を伝える。
- わんにゃんず
  - オリジナルのワンちゃんソング「ワンダーランド」、ネコちゃんソング「にゃんでもないさ。」にのせて視聴者のみなさんから届いた写真を紹介。
- サガらぼ
  - 中川どっぺる（メガモッツ）が佐賀の旬な話題を伝える。
- ゆめさがプラス

金曜
- イマここ中継
  - 石本愛が週末に出かけたくなる情報を伝える。
- わんにゃんず
  - オリジナルのワンちゃんソング「ワンダーランド」、ネコちゃんソング「にゃんでもないさ。」にのせて視聴者のみなさんから届いた写真を紹介。
- かちスポFRIDAY
  - 佐賀のスポーツ情報。

-
-
過去の放送内容
- はなまるホッとニュース
  - 15時台に放送。花田百合奈が地域密着のホットな話題を伝える。
- 波田陽区の値斬り侍
  - 波田陽区が特定の商品の値切りを交渉する。
- 時間旅行EXPRESS
  - 佐賀の懐かしい映像を見る。
- らいふSearch
  - 17時台に放送。植村友紀、平川邦明が生活情報・健康情報・子育て情報などを伝える。
- どうする?なにする?リクエストキッチン
  - 視聴者からの悩みの声を受けてシェフが料理をする。
- 耕せ!かちかち農園部
  - 15時台に放送。メタルラックが一から農園を作る。
- Road to SAGA2024